# Thần thoại Triều Tiên
Thần thoại Triều Tiên gồm các tích truyện đến từ bán đảo Triều Tiên. Dù là trong cùng một dân tộc, các thần thoại có sự khác nhau nhỏ giữa các vùng. Ví dụ như có sự khác biệt giữa thần thoại xuất phát từ bán đảo và từ đảo Cheju.
Tín ngưỡng vật linh là một trong những tín ngưỡng cổ xưa nhất của dân tộc Triều Tiên. Niềm tin này bắt nguồn từ tập tục thờ cúng các vật thể, hiện tượng tự nhiên. Vào thời kỳ sơ khai, mọi người không thể nào giải thích được sự hình thành và vận động kỳ vĩ của tự nhiên, họ tin rằng linh hồn có mặt ở khắp nơi trong vũ trụ, mặt trời, Mặt Trăng, các vì sao, núi non, sông ngòi và cả các linh thú, đá và cây cối. Ngoài việc thờ cúng các thế lực của Tạo Hóa, họ nhận thức được rằng các linh hồn có sức mạnh ảnh hưởng trực tiếp lên số phận con người. Vì thế, họ dâng các vật cống nạp và hiến sinh lên các vị thần để xin các vị thần đừng làm hại mình; họ cũng thực hiện rất nhiều nghi lễ để đảm bảo một cuộc sống bình an, vui vẻ. Trong số các hình thức thờ cúng, thờ thần Mặt Trời là nghi lễ quan trọng nhất.
Trên nền tín ngưỡng vật linh đó, các tín ngưỡng bản địa Shinkyo đã phát triển khi xã hội có tổ chức ra đời. Tạo hóa không phải là thứ duy nhất được tôn thờ, người ta còn tin vào sự tồn tại của các vị thần cai quản các nơi và sự tồn tại của linh hồn con người.
Loại tín ngưỡng mà các pháp sư thực hiện các nghi lễ thờ cúng ông Trời và trừ tà ma được gọi là Shinkyo ở Triều Tiên, còn nhiều học giả gọi là "saman giáo". Các vị pháp sư được kính trọng như thể họ là thần tiên. Vị pháp sư đầu tiên của Triều Tiên là Dankun, ông được gọi là thần Dankun hoặc tiên Dankun.
Vào thời kì Tam Quốc gồm có Cao Câu Ly, Bách Tế, và Tân La, các pháp sư chính thức của triều đình bị mất địa vị, trở thành các thầy phù thủy và thầy bói dạo. Cũng khoảng thời gian này, đạo Phật được du nhập (thế kỷ 4, 5). Đạo Phật không được triều đình bảo hộ, nhưng giáo lý của nó không trái ngược hoàn toàn với các tín ngưỡng bản địa Shinkyo, tạo ra một sự hòa nhập giữa hai tôn giáo. Suốt triều đại Cao Ly, tín ngưỡng bản địa Shinkyo vẫn tồn tại dưới ảnh hưởng bao trùm của đạo Phật. Từ giữa triều đại này, nhiều nghi lễ ở các lễ hội tín ngưỡng bản xứ đã pha tạp một số ảnh hưởng từ Phật giáo. Dưới triều đại Triều Tiên, đặc biệt là thời kỳ đầu, tín ngưỡng bản xứ nở rộ. Đó là thời kỳ không có tôn giáo nào chiếm ưu thế, đạo Phật đã thuyết phục được dân chúng, còn Nho giáo với nội dung ít thu hút hơn không được nhân dân chấp nhận. Tuy nhiên, đến giữa triều đại thì Nho Giáo đã hoàn toàn chinh phục được mọi người, biển hiện dễ nhận thấy là việc phá bỏ các đền miếu thờ tự các tôn giáo khác (sokyuk-su).
Vào cuối triều đại Triều Tiên, tín ngưỡng bản địa vẫn được gìn giữ do tinh thần dân tộc (daejong-kyo) gia tăng. Theo các cuốn kinh tìm thấy bởi Baek, Bong, lý luận cho tinh thần dân tộc Dajong-kyo được soạn thảo dựa trên sự kết hợp giữa đạo Phật, Nho Giáo và đạo Lão.

## Kut
Kut là một nghi lễ saman giáo, là một nghi lễ quan trọng mà từ đó, rất nhiều truyền thuyết truyền miệng của Triều Tiên ra đời và được truyền lại từ đời này sang đời khác. Chắc chắn rằng không có truyền thuyết Triều Tiên nào tồn tại nếu như không có kut.
Trong một buổi làm lễ, pháp sư dâng đồ hiến tế và cầu xin các linh hồn giúp đỡ giải quyết các vấn đề trong cuộc sống hàng ngày của con người. Để giải quyết các vấn đề nằm ngoài khả năng của con người, người ta phải cầu xin thần linh. Người Triều Tiên tin rằng, mỗi vị thần có quyền lực khác nhau. Do đó, điều quan trọng là họ phải chọn để xưng tụng quyền năng đó một cách gián tiếp thông qua việc xưng tụng quá trình tu dưỡng để đạt được quyền năng vô hạn. Với việc thấu hiểu quá trình này và ca tụng nó, người Triều Tiên tin rằng các vị thần sẽ giải quyết các vấn đề của họ. Do đó, các truyền thuyết truyền miệng Triều Tiên thường tập trung vào giải thích cuộc đời các vị thần.

## Phân loại theo ảnh hưởng tôn giáo: Park Jesang
Truyền thuyết sáng thế, hay vũ trụ quan có nhiều dị bản từ nhiều nguồn, nhưng thường có thể được phân chia vào ba loại sau: đầu tiên, là truyền thuyết vật linh, thứ hai là truyền thuyết theo vũ trụ quan Đạo Giáo và thứ ba là vũ trụ quan Phật giáo. Hai loại truyền thuyết đầu thường được xem là vũ trụ quan tiền Phật giáo.

### Vũ trụ quan sơ khai
Truyền thống vật linh có lẽ là vũ trụ quan tiền văn học bản địa nhất của Triều Tiên, kể về rất nhiều địa điểm bản xứ như núi non, sông ngòi... Các truyền thuyết vật linh cổ xưa chiếm phần lớn trong nền văn học nói, xoay quanh công việc của các pháp sư (Mudang). Các Mudang vừa là người kể chuyện vừa là một thầy pháp, và thường thì các truyền thuyết có vai trò làm dẫn chứng, thuyết phục mọi người tin vào sức mạnh của các pháp sư hoặc giải thích cho giải thích cho nguồn gốc của một thị tộc.

## Sự tạo thành thế giới
Vào thời điểm ban đầu, thế giới không tồn tại. Một vị thần tên là Yul-ryeo (율려-律呂 - Luật Lữ) và một nữ thần tên là Mago (마고 - 麻姑- "Ma Cô", "ma" từ Hán Việt có nghĩa là cây gai dầu) xuất hiện. Sau đó, Yul-ryeo chết. Mago sinh được nữ thần: Gung-hee 궁희 (穹姬 - Khung Cơ) và So-hee 소희 (巢姬 - Sào Cơ). Đến lượt mình, mỗi người lại sinh ra được hai nam Thiên Nhân gọi là Cheon-in - 천인 (天人) và hai Thiên Nữ gọi là Cheon-nyeo - 천녀 (天女).
Sau sự xuất hiện của các người Trời này, Yul-ryeo 율려 sống lại và thông qua sự tái sinh của bà, thiên đàng, hạ giới và các đại dương được hình thành, cùng với khí (tiếng Hàn Quốc: ki - 기 - 氣, là biểu trưng cho tâm hồn), lửa 불 (火), nước 물 (水), và đất 흙 (土). Bốn thành tố cơ bản này phối hợp với nhau để tạo ra chim muông và cây cối.
Mago 마고 (麻姑) quyết định sống cùng Yul-ryeo, vị thần mà bây giờ đã hóa thân vào thế giới và bốn người Trời cai trị vạn vật từ bên trong lâu đài tên là Magoseong 마고성 (麻姑城 - Ma Cô Thành), lâu đàio tưởng niệm hai vị nữ thần đầu tiên.

## Mặt Trời và Mặt Trăng
Trước khi mặt trời và Mặt Trăng ra đời, chỉ có các vì sao tồn tại.
Vào những ngày đầu tiên ấy, có hai anh em: người anh tên là Haesik (해식) và cô em gái tên là Daesun (달순). Mẹ của họ là một nông dân nghèo, hàng ngày phải bán bánh bột gạo để sống.
Một ngày, khi bà mẹ vừa về đến làng thì thấy một con hổ ngồi trên đồi; con hổ xin bà một chiếc bánh gạo còn thừa. Bà đưa chiếc bánh và con hổ chạy đi. Đến ngọn đồi tiếp theo, con hổ lại hiện ra và lần này xin hai chiếc bánh.
Bà đưa mấy chiếc bánh cho con hổ. Đến ngọn đồi thứ ba, con hổ lại xuất hiện và đòi 4 chiếc bánh. Cuối cùng, khi bà mẹ hết bánh để cho con hổ, con hổ đe dọa sẽ ăn tươi nuối sống bà.
Bà mẹ van xin con hổ rằng bà là mẹ của hai đứa trẻ. Nghe đến đây, con hổ đói lại càng trở nên dữ tợn hơn bao giờ hết. Nó ăn bà rồi mặc quần áo của bà vào để cải trang. Sau đó, nó đến nhà bà, nơi mà nó biết bọn trẻ đang đợi.
Ở nhà, hai đứa trẻ đang lo lắng tại sao mẹ chúng vẫn chưa về. Haesik đề nghị khóa cửa khi nghe ai đó gọi tên chúng ở bên ngoài. Đứa em, Daesun, nghĩ rằng đó là mẹ, nhưng Haesik biết rằng giọng nói này có gì khang khác và có điều gì đó không đúng. Con hổ giục hai anh em mở của nhưng Haesik kiên quyết từ chối.
Không được cho vào, con hổ dùng số bột còn sót lại của mấy cái bánh và bôi lên mu bàn tay, khiến cho nó trông có vẻ trắng hơn. Khi nó đưa một ngón tay qua khe cửa, Daesun bị thuyết phục rằng đó chính là mẹ của họ và ngay lập tức mở cửa. Con hổ đuổi hai đứa trẻ cho đến khi chúng chạy lên được một ngọn cây và an toàn trên đó.
Khi con hổ tìm được một cái rìu và bắt đầu chặt đổ cái cây, Daesun cầu nguyện ông Trời rằng nếu như họ xứng đáng được cứu, ông hãy thả xuống một sợi dây thừng thật chắc, bằng không, nếu chúng thật sự đáng bị nguyền rủa, thì hãy thả xuống một đoạn dây thừng mục nát. Một sợi dây thừng chắc đọc thả xuống và hai anh em trèo lên đó, trèo mãi cho đến khi họ lên được Trời.
Nhìn thấy chuyện này, con hổ cũng cầu nguyện như vậy, nhưng đoạn dây thừng mà nó nhận được là cái đã mục rữa; khi dây thừng đứt, nó đã bị ngã xuống một cánh đồng hạt kê. Máu của nó nhuộm vào cây kê và đó là lý do mà thân kê có màu đỏ.
Trên Trời, Haesik trở thành Mặt Trời (Haennim 햇님) và Daesun trở thành Mặt Trăng (Daelim 달님), nhưng sau đó, Daesun than van rằng cô e sợ bóng tối. Do đó, Haesik quyết định thay cô làm Mặt Trăng để cô có thể làm Mặt Trời.

## Loài người xuất hiện
Có bốn người Trời canh giữ bốn phương của Ma Cô Thành, họ là Cheong-gung 청궁 (靑穹 - Thanh Khung, "Thanh" là xanh), Hwang-gung 황궁 (黃穹 - Hoàng Khung, "Hoàng" là vàng) là con của Khung Cơ, và Heukso 흑소 (黑巢 - Hắc Sào), Baekso 백소 (白巢 - Bạch Sào) là con của Sào Cơ. Sau này, họ lấy bốn Thiên Nữ và sinh ra 12 đứa con, chính là tổ tiên của loài người.
Các vị này có tâm hồn thuần khiết tuyệt đối; họ bú dòng sữa của Trái Đất 지유 (地乳 - địa nhũ), tuôn ra từ một dòng suối trong Ma Cô Thành. Họ có thể nói mà không cần tạo ra âm thanh và có thể hành động mà không cần nhìn, họ cũng không bao giờ chết. Do đó, họ có thể sống an vị cả vạn năm.
Rồi đến khi mà số người trên Trái Đất đã quá nhiều. Không có đủ sữa Trái Đất (gọi là "Jiyu") chảy khắp nơi cho mọi người dùng. Do đó, một người là con cháu của Bạch Sào, tên là 지소 (支巢 - Chi Sào) đã quyết định nhường phần sữa của ông cho hàng xóm (các dị bản khác kể rằng ông đã đứng xếp hàng đợi nhưng hàng quá dài và không thể nào đến lượt ông). Rút cuộc thì ông cũng không chịu được đói, ông quyết định tự tử. Ông đi đến một vách núi, và nhìn thấy một cây nho ở bờ đá. Không thể chống lại cái đói, ông ta ăn mấy chùm nho và ngay lập tức cảm nhận được 5 vị chua, cay, đắng, mặn, ngọt. Chuyện này về sau được gọi là Sự kiện ngũ vị (오C미의변).
Chi Sào 지소 (支巢) trở lại và nói cho mọi người về khám phá mới của ông. Ngay sau đó, không hiểu bằng cách nào, ai ăn những trái nhỏ này bắt đầu mọc răng. Từ răng, túa ra nước bọt rồi nước bọt trở thành nọc độc. Chuyện này xảy ra vì họ đã ăn một vật đang sống khác chỉ để bảo đảm cho sự sống của chính họ.
Không lâu sau, họ vẫn còn có thể nhìn, nhưng họ không nghe được âm thanh từ Thiên Đàng được nữa. Da họ trở nên thô hơn, bước chân họ nặng nề hơn, họ đã không còn thuần khiết. Họ sinh ra những đứa trẻ giống thú vật, và tuổi thọ của họ rút ngắn lại.
Đến lúc này thì mọi người ở Ma Cô Thành bắt đầu buộc tội Chi Sào về sự thay đổi này, và Chi Sào cùng gia đình và tất cả những ai đã ăn nho bị buộc phải rời khỏi Ma Cô Thành.
Khi dòng họ của Chi Sào đang ra đi, Hoàng Khung - một trong bốn người canh gác bốn phương và cũng là tổ tiên trực tiếp của người Triều Tiên cố gắng khuyên nhủ họ rằng, nếu họ có thể trở lại thuần khiết như xưa, họ có thể cảnh cùng cực này.
Nghe nói thế, mọi người bắt đầu tin rằng để thuần khiết trở lại, họ phải được uống lại sữa Trái Đất. Vì thế, họ xông vào thành và san bằng thành để tìm ngọn nguồn của dòng sữa Trái Đất. Tuy nhiên, lúc này, dòng sữa đã túa ra khắp nơi và biến thành đất, không thể nào ăn được, khiến cho tất cả, từ thủ phạm phá thành đến mọi cư dân đều cố gắng phá hủy tất cả để truy tìm dòng sữa Trái Đất vì họ đang đói khát.
Ngay sau đó, một nạn đói khủng khiếp xảy ra và mọi người bây giờ không chỉ ăn ngấu nghiến các quả nho, mà còn là tất cả các loại cây cỏ, thậm chí là loài vật để thỏa mãn cơn đói. Chỉ có Hoàng Khung là tiến đến Ma Cô (Mago - 마고 - 麻姑) cầu xin sự tha thứ của bà. Ông thề rằng ông sẽ không ngơi nghỉ chừng nào loài người chưa khôi phục được sự thuần khiết của họ. Ông được ban 3 bảo vật gia truyền và sự thông tuệ. Sau đó, ông gọi tất cả mọi người trên Trái Đất đến và dạy cho họ trồng trọt và phát cho mỗi dòng họ một bảo vật gia truyền rồi phân tán họ sống ở khắp thế giới.

## Sự phân chia thế giới
Thanh Khung (Cheong-kung - 청궁 - 靑穹) đến miền Đông, và lập ra Trung Quốc.
Bạch Sào (Baekso - 백소 - 白巢) và gia đình di chuyển về phương Tây và trở thành người Trung Đông và châu Âu.
Hắc Sào (Heukso - 흑소 - 黑巢) đi xuống phía Nam, đến vùng đất ngày nay là Ấn Độ và Đông Nam Á.

## Sự hình thành Triều Tiên
Hoàng Khung (Hwang-gung - 황궁 - 黃穹) mang 3000 người đi lên phương Bắc khắc nghiệt, đến một nơi gọi là Cheonsanju 천산주 (天山洲 - Thiên San Châu, nghĩa là "mảnh đất của những ngọn núi Trời") nơi rất lạnh và nguy hiểm. Ông cố tình chọn nơi này vì ông muốn làm tâm hồn thanh sạch một lần nữa. Ngay khi đến nơi, ông đã tuyên thệ rằng ông sẽ khôi phục được sự thuần khiết của mình.
Hoàng Khung cai trị trong vòng 1000 năm, sử dụng một trong các bảo vật, cái có thể cho ông sức mạnh của lửa và mặt trời. Hoàng Khung cuối cùng cũng đạt được mục tiêu trong sạch hóa tâm hồn. Lúc này, ông trao cho con trai cả Yuin 유인 (有因 - Hữu Nhân) bảo vật gia truyền như là một dấu hiệu chấp thuận cho Hữu Nhân thay cha cai trị vương quốc; ông đồng thời cũng trao trách nhiệm cho các con trai thứ mỗi người cai quản một tỉnh. Sau đó, ông rời khỏi Thiên San và biến thành một hòn đá, hòn đá có thể nói thông điệp của Yul-ryeo, liên tục nhắc nhở loài người tìm đường quay trở về sự thuần khiết.
Hữu Nhân cai trị vương quốc trong 1000 năm sau đó. Sử dụng bảo vật, ông dạy nhân dân cách thuần phục lửa để nấu ăn. Sau đó, ông lại rời khỏi Thiên San và truyền bảo vật cho con trai của ông là Han-in 한인 (桓因 - Hoàn Nhân) [thỉnh thoảng được phát âm là "Hwanin" 환인. Hoàn Nhân là vị vua thần tiên cuối cùng, người đã sử dụng sức mạnh của bảo vật để mang tới cho nhân dân một thế giới ngập tràn nắng ấm và thời tiết đẹp. Trong suốt 3000 năm kể từ thời kỳ cai trị của Hoàng Khung, loài người bắt đầu mất vẻ ngoài giống thú vật và dần dần khôi phục lại hình ảnh ban đầu của mình.

## Truyền thuyết tạo lậpCổ Triều Tiên
Trên trời có vị thần (천제 - 天帝 - Thiên Đế) tên là Hoàn Nhân (Hwanin - 환인 - 桓因). Hoàn Nhân được xem là một biến thể của hình tượng thần Mặt Trời Indra của Ấn Độ. Hwanin được xem là tên Phật của thần Indra, tên này được dùng khắp vùng Đông Á. Hoàn Nhân có một người con trai là Hwanung (환웅 - 桓雄 - Hoàn Hùng). Hàng ngày, Hoàn Hùng đều nhoài người ra khỏi mép của thiên đường nhìn xuống Trái Đất và rơi lệ. Khi cha hỏi tại sao, Hoàn Hùng trả lời cậu lo lắng cho số phận của các mạng người và cậu muốn cai trị họ để mang bình an và công lý đến cho loài người. Cảm động trước sự thành tâm của cậu, Hoàn Nhân cho phép cậu giáng trần cai trị. Ông trao cho con ba bảo vật gia truyền 천부삼인 (天符三印), cùng với một đoàn tùy tùng 3000 người và ra lệnh cho 3 vị thần gió 풍백 (風伯), mưa 우사 (雨師), và mây 운사 (雲師) đi theo cậu.
Hoàn Hùng giáng trần. Đầu tiên, ông đến đỉnh núi Taebaek nơi mà ông thành lập một thành tên là Thần Thị (Shinshi - 신시 - 神市), nghĩa là "thành phố của các vị thần". Hoàn Hùng chăm lo cho 360 việc đời, bao gồm nông nghiệp, cuộc sống, bệnh tật, công lý, tốt xấu... Đó là thời điểm có hai con vật đến xin Hoàn Hùng cho chúng trở thành con người.
Một là hổ, mà ngày nay được xem là biểu tượng cho một thị tộc thờ hổ, thường tranh đấu vì sức mạnh; và con gấu tượng trưng cho một bộ tộc văn minh và hiền hơn.
Hoàn Hùng đưa cho cả hai một nhánh ngải cứu, 20 hạt đinh hương hoặc tép tỏi. Họ phải làm cách nào đó xua tan cơn đói với những thứ này trong khi vẫn ở trong một cái hang tối không thấy ánh mặt trời trong vòng 100 ngày. Con hổ bỏ cuộc trước khi hết thời hạn của thử thách, còn con gấu vẫn kiên nhẫn; cho đến ngày thứ 21, nó biến thành một người phụ nữ xinh đẹp. Người phụ nữ được đặt tên là Ungnyeo (웅녀 - 熊女 - Hùng Nữ).
Không lâu sau khi được chuyển kiếp, Hùng Nữ lại cầu xin một đứa con, nhưng vì cô đã từng là một con thú trước khi trở thành con người, không ai muốn cưới cô. Buồn bã, cô ngồi dưới bóng một cây thần và cầu nguyện mỗi ngày để có một đứa con. Hoàn Hùng, cảm động bởi lời cầu nguyện của cô, đã tạm thời biến thành con người và cùng với ông, bà sinh ra một đứa con trai.
Đứa con trai này là Đàn Quân, tổ tiên của người Triều Tiên.
Đàn Quân thành lập một vương quốc tên là Asadal 아사달 (nghĩa là mảnh đất nơi mà mặt trời buổi sáng chiếu đến). Tên đó sau này được đổi thành Triều Tiên (Joseon - 조선 - 朝鮮) (bây giờ gọi là Cổ Triều Tiên để phân biệt nó với nhà Triều Tiên của vương quốc Triều Tiên sau này.). Truyền thuyết kể rằng, Đàn Quân cai trị vương quốc trong vòng 1500 năm trước khi nó bị xâm lược bởi đế quốc Ju. Người ta tin rằng ông sống đến 1,908 tuổi, đến tuổi đó, ông quyết định rời khỏi địa ngục và đi về phía những dãy núi xa, nơi ông trở thành thần núi (Sansillyeong - 산신령).

## Văn học dân gian

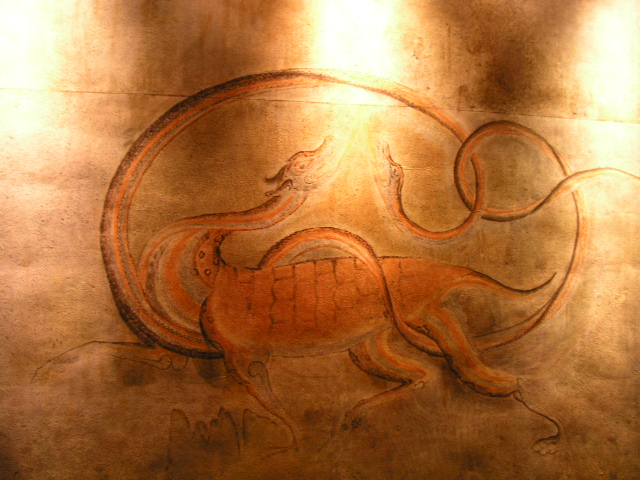
Mô tả của Hyeonmu, Người giám hộ phương Bắc trong lăng mộ lớn của Gangseo

- The Beast's Cave[5]
- The Boy's Sacrifice[6]
- Three Sons Under the Stars[7]
- The Story Spirits[8]
- The White Tiger[9]

## Các nhân vật truyền thuyết
- Haneul-nim -Thượng đế, cai quản cả Trời và Đất. (một hình tượng nhân vật giống như "Chúa Trời")
- Okhwang Sangje (Ngọc Hoàng Thượng đế - vua Trời (theo Đạo Giáo)
- Dal(soon)-nim ("Dal" nghĩa là "Mặt Trăng", "nim" nghĩa là "đáng kính") - Mặt Trăng, anh trai của Mặt Trời.
- Hae(sik)-nim ("Hae" nghĩa là "mặt trời", "nim" nghĩa là "đáng kính") - Mặt Trời, em gái của Mặt Trăng.